# کیریبیلی، نیو ساوت ولز
کیریبیلی (به انگلیسی: Kirribilli) یک حومه شهر در استرالیا است که در نیو ساوت ولز واقع شده‌است.